# Trainspotting (roman)
Trainspotting är en roman från 1993 av den skotske författaren Irvine Welsh. På svenska kom en översättning 1993 av Einar Heckscher på Koala Press.
Romanens handling utspelar sig på 1980-talet i hamnområdet Leith i norra Edinburgh och kretsar kring några unga män och deras heroinmissbruk.
Romanen filmatiserades 1996 av Danny Boyle med bland andra Ewan McGregor och Jonny Lee Miller i rollerna.